# Lempaut
Lempaut is een gemeente in het Franse departement Tarn (regio Occitanie) en telt 574 inwoners (1999). De plaats maakt deel uit van het arrondissement Castres.

## Geografie
De oppervlakte van Lempaut bedraagt 14,2 km², de bevolkingsdichtheid is 40,4 inwoners per km².
De onderstaande kaart toont de ligging van Lempaut met de belangrijkste infrastructuur en aangrenzende gemeenten.

## Demografie
Onderstaande figuur toont het verloop van het inwonertal (bron: INSEE-tellingen).